# آنا غالان
آنا غالان (بالإسبانية: Ana Galán)‏ هي بيطرية وكاتبة للأطفال وكاتِبة إسبانية، ولدت في 3 سبتمبر 1964 في أوفييدو في إسبانيا.

## وصلات خارجية
- الموقع الرسمي